# Cieltje Van Achter
Pour les articles homonymes, voir Van Achter.
Cieltje Van Achter, née le 11 janvier 1979 à Asse, est une femme politique belge flamande, membre de la N-VA.

## Biographie

### Formation
Cieltje Van Achter est licenciée en droit (KUL, 2002) ; MA International Relations (Johns Hopkins University (Washington DC), 2004) 

### Carrière politique
Cieltje Van Achter est députée bruxelloise depuis 2014.

## Vie privée
Cieltje Van Achter vit à Schaerbeek et elle est la belle-fille de Geert Bourgeois.